# Мелдорф
Мелдорф (њем. Meldorf) град је у њемачкој савезној држави Шлезвиг-Холштајн. Једно је од 115 општинских средишта округа Дитмаршен. Према процјени из 2010. у граду је живјело 7.479 становника. Посједује регионалну шифру (AGS) 1051074, NUTS (DEF05) и LOCODE (DE MED) код.

## Географски и демографски подаци
Мелдорф се налази у савезној држави Шлезвиг-Холштајн у округу Дитмаршен. Град се налази на надморској висини од 6 метара. Површина општине износи 21,2 km². У самом граду је, према процјени из 2010. године, живјело 7.479 становника. Просјечна густина становништва износи 352 становника/km².